# Condado de Carlton
El condado de Carlton (en inglés: Carlton County) es un condado en el estado estadounidense de Minnesota. En el censo de 2000 el condado tenía una población de 31.671 habitantes. Forma parte del área metropolitana de Twin Ports. La sede de condado es Carlton. El condado fue fundado el 23 de mayo de 1857 y fue nombrado en honor a Reuben B. Carlton, uno de los primeros pioneros que llegaron al área.

## Geografía

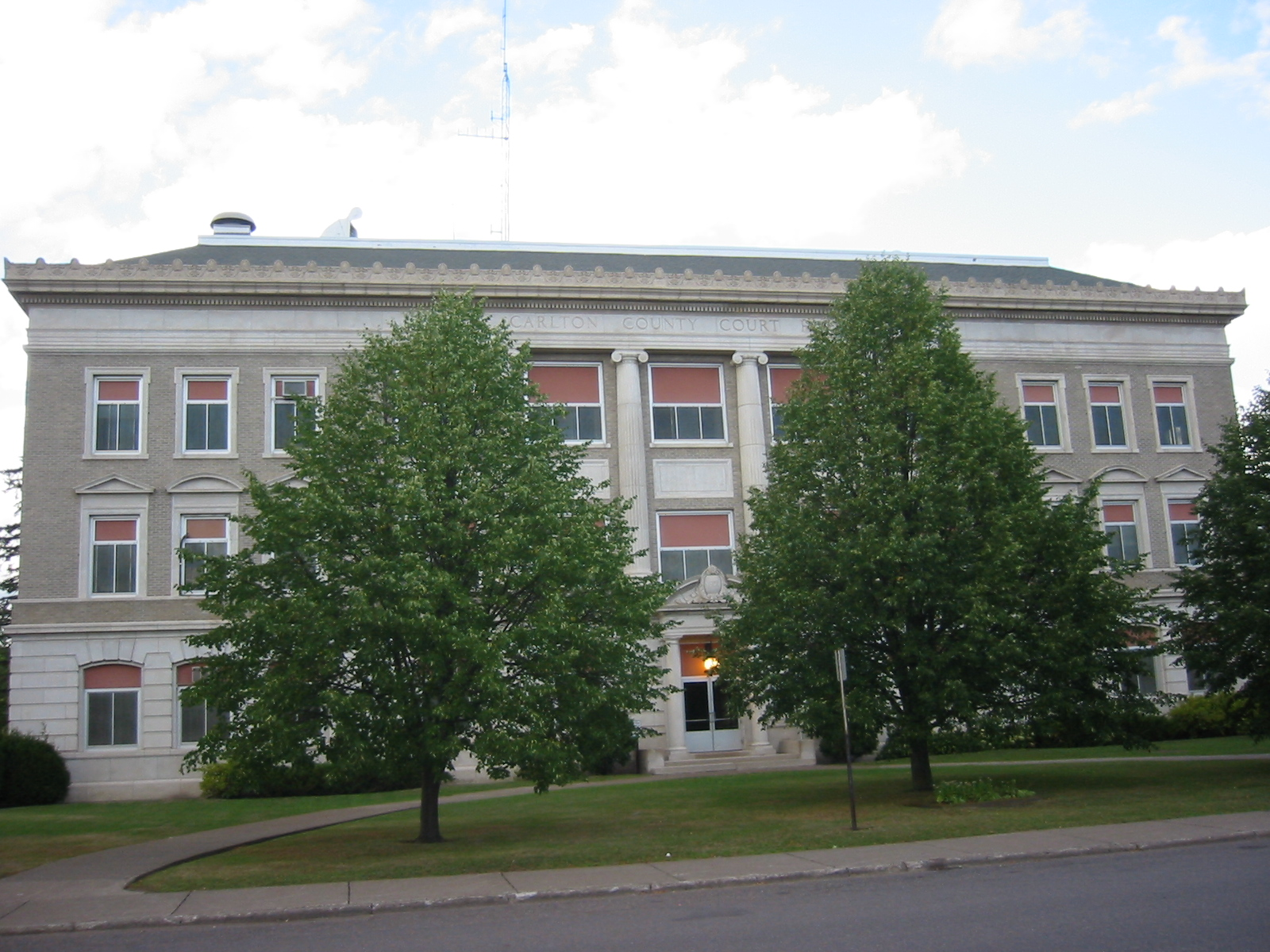
Juzgado del condado de Carlton en la ciudad de Carlton.

Según la Oficina del Censo, el condado tiene un área total de 2.267 km² (875 sq mi), de la cual 2.228 km² (860 sq mi) es tierra y 39 km² (15 sq mi) (1,70%) es agua.

### Condados adyacentes
- Condado de St. Louis (norte y noreste)
- Condado de Douglas, Wisconsin (sureste)
- Condado de Pine (sur)
- Condado de Aitkin (oeste)

## Autopistas importantes
- Interestatal 35
- Ruta estatal de Minnesota 23
- Ruta estatal de Minnesota 27
- Ruta estatal de Minnesota 33
- Ruta estatal de Minnesota 45
- Ruta estatal de Minnesota 73
- Ruta estatal de Minnesota 210
- Ruta estatal de Minnesota 289

## Demografía
En el  censo de 2000, hubo 31.671 personas, 12.064 hogares y 8.408 familias residiendo en el condado. La densidad poblacional era de 37 personas por milla cuadrada (14/km²). En el 2000 había 13.721 unidades habitacionales en una densidad de 16 por milla cuadrada (6/km²). La demografía del condado era de 91,75% blancos, 0,97% afroamericanos, 5,19% amerindios, 0,35% asiáticos, 0,01% isleños del Pacífico, 0,21% de otras razas y 1,52% de dos o más razas. 0,84% de la población era de origen hispano o latino de cualquier raza. 
La renta promedio para un hogar del condado era de $40.021 y el ingreso promedio para una familia era de $48.406. En 2000 los hombres tenían un ingreso medio de $38.788 versus $25.555 para las mujeres. La renta per cápita para el condado era de $18.073 y el 7,90% de la población estaba bajo el umbral de pobreza nacional.

## Localidades

### Ciudades y pueblos
| - Barnum - Carlton - Cloquet - Cromwell | - Duesler - Esko - Harney - Holyoke | - Iverson - Kettle River - Mahtowa - Moose Lake | - Nemadji - Otter Creek - Pleasant Valley - Sawyer | - Scanlon - Scotts Corner - Thomson - Wrenshall | - Wright |

### Municipios
| - Municipio de Atkinson - Municipio de Automba - Municipio de Barnum - Municipio de Beseman - Municipio de Blackhoof - Municipio de Eagle - Municipio de Holyoke - Municipio de Kalevala - Municipio de Lakeview - Municipio de Mahtowa | - Municipio de Moose Lake - Municipio de Perch Lake - Municipio de Silver - Municipio de Silver Brook - Municipio de Skelton - Municipio de Split Rock - Municipio de Thomson - Municipio de Twin Lakes - Municipio de Wrenshall |

### Territorio No Organizado
- Clear Creek
- North Carlton